# Kia

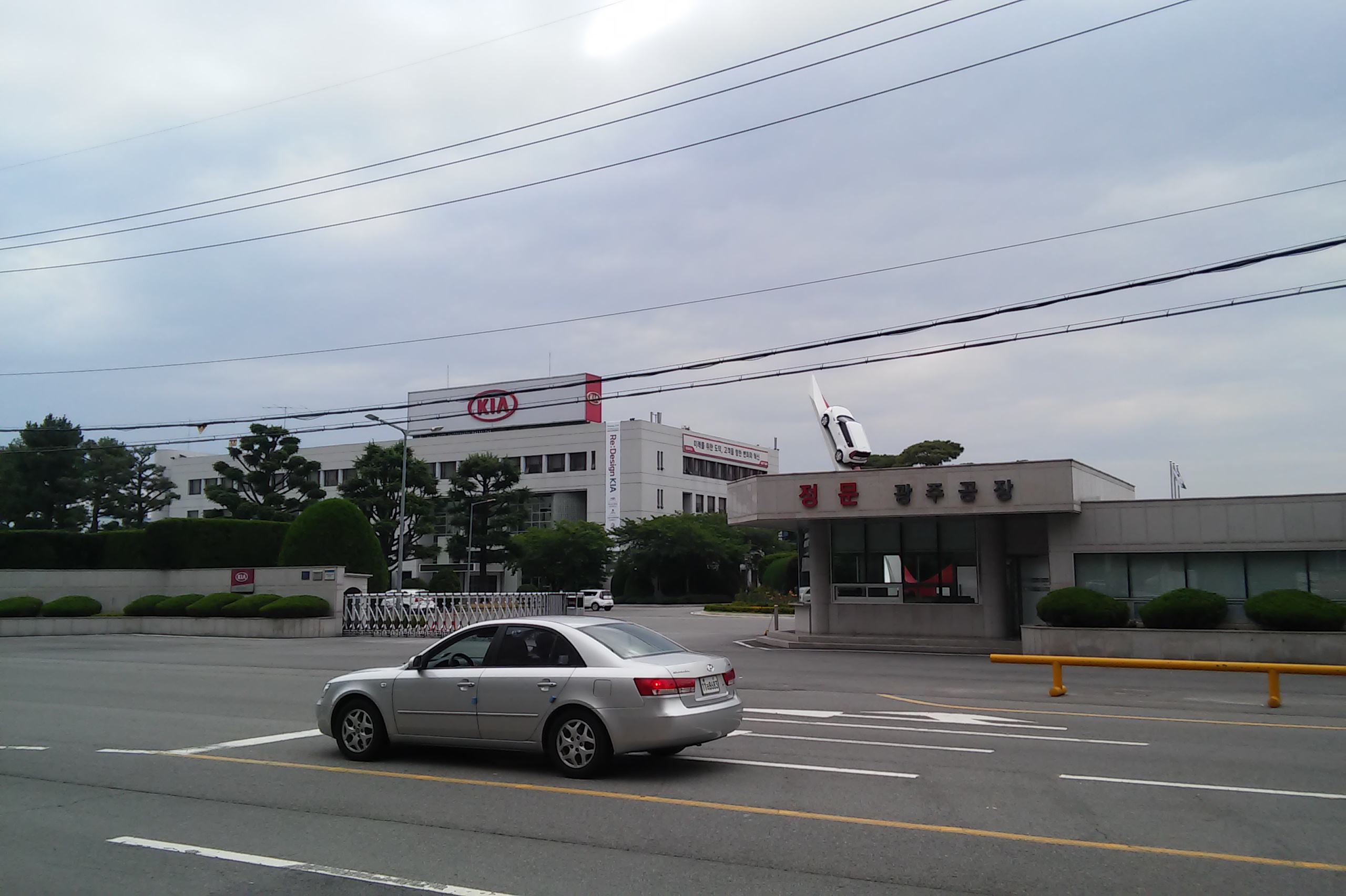
Kia Motors fabrik i Sydkorea

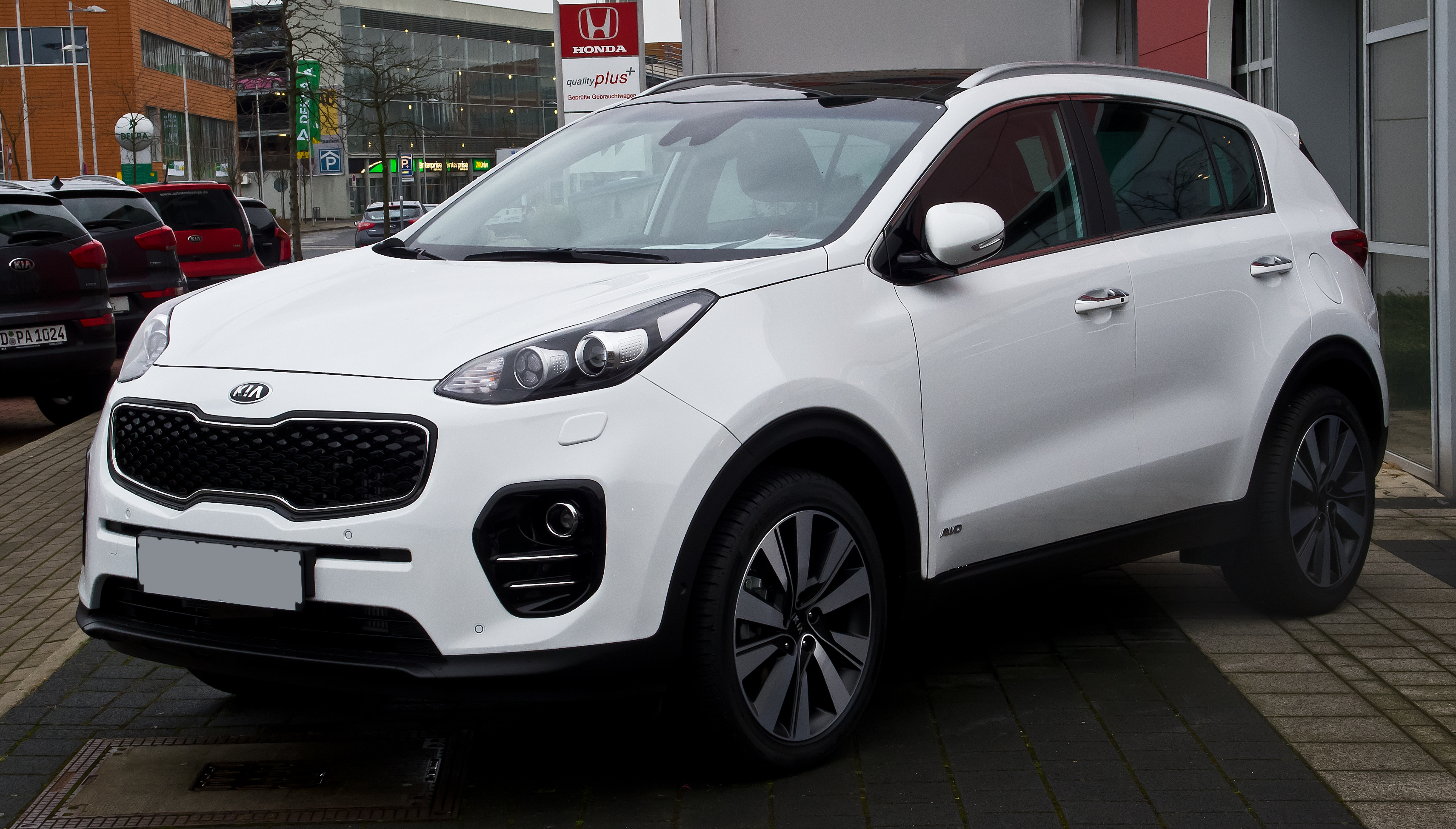
Kia Sportage 2.0 CRDi AWD

Kia Motors (hangul: 기아자동차) är en sydkoreansk biltillverkare. Kia licenstillverkade under många år Mazda-modeller. Efter finansiella svårigheter köptes Kia 1998 av Hyundai, och ingår numera i Hyundai Motor Group. Namnet Kia kommer av de kinesiska tecknen 起, ki (pinyin qǐ ), som betyder ’komma från’, ’framåtskridande/uppåtgående’ eller ’vakna’ och 亞, a (pinyin yà), som betyder ’Asien’. ’Vakna Asien!’ m a o.

## Historik
Kia grundades som Kyungsung Precision Industry 1944. Bolaget hade en liten fabrik i Youngdeungpo söder om Seoul, där cykeldelar tillverkades. År 1952 började bolaget tillverka cyklar och antog då namnet Kia Industrial Company. År 1961 startade tillverkningen av motorcyklar. En trehjulig transportbil, K360, började då också tillverkas. En fyrhjulsdriven liten lastbil med namnet Titan började sedan tillverkas och blev en storsäljare i Sydkorea.
År 1974 lanserades den första personbilen Kia Brisa. År 1976 bildades Kia Heavy Industry Co. Ltd., då Kia tog över Asia Motors. I samband med övertagandet fick Kia som motprestation från sydkoreanska statens sida monopol på militärfordon i Sydkorea. År 1979 startades licenstillverkning av Peugeot 604 och Fiat 132. År 1981 lades personbilstillverkningen ned. År 1986 återupptogs tillverkningen av personbilar genom Kia Pride i samarbete med Ford Motor Company och Mazda. Den tillverkades i över två miljoner exemplar. År 1990 invigdes Kias största fabrik i Hwasung.
År 2000 bildades Hyundai Kia Automotive Group. År 2007 startade den första fabriken i Europa i Žilina i Slovakien.

## Modeller
- Kia Avella
- Kia Picanto
- Kia Cerato
- Kia Sportage
- Kia Rio
- Kia XCeed
- Kia Magentis/Optima
- Kia Carens
- Kia Opirus
- Kia Sorento
- Kia Carnival
- Kia Virago
- Kia Cee'd
- Kia Clarus
- Kia Quoris
- Kia Soul
- Kia e-Soul
- Kia e-Niro
- Kia EV6
- Kia EV9